# Asthenargellus kastoni
Espèce
Asthenargellus kastoni est une espèce d'araignées aranéomorphes de la famille des Linyphiidae.

## Distribution
Cette espèce est endémique du Kenya.

## Publication originale
- Caporiacco, 1949 : Aracnidi della colonia del Kenya raccolti da Toschi e Meneghetti negli anni 1944-1946. Commentationes Pontificiae Academia Scientarum, vol. 13, no 6, p. 309-492.